# Anse d'Aliso
Pour les articles homonymes, voir Aliso (homonymie).
L'anse d'Aliso (ou Golfu Alisu) est une anse qui se trouve à l'ouest du Cap Corse, au sud du port de Centuri et à 2 miles au nord-est de la Marina de Scalo (Pino).

## Géographie

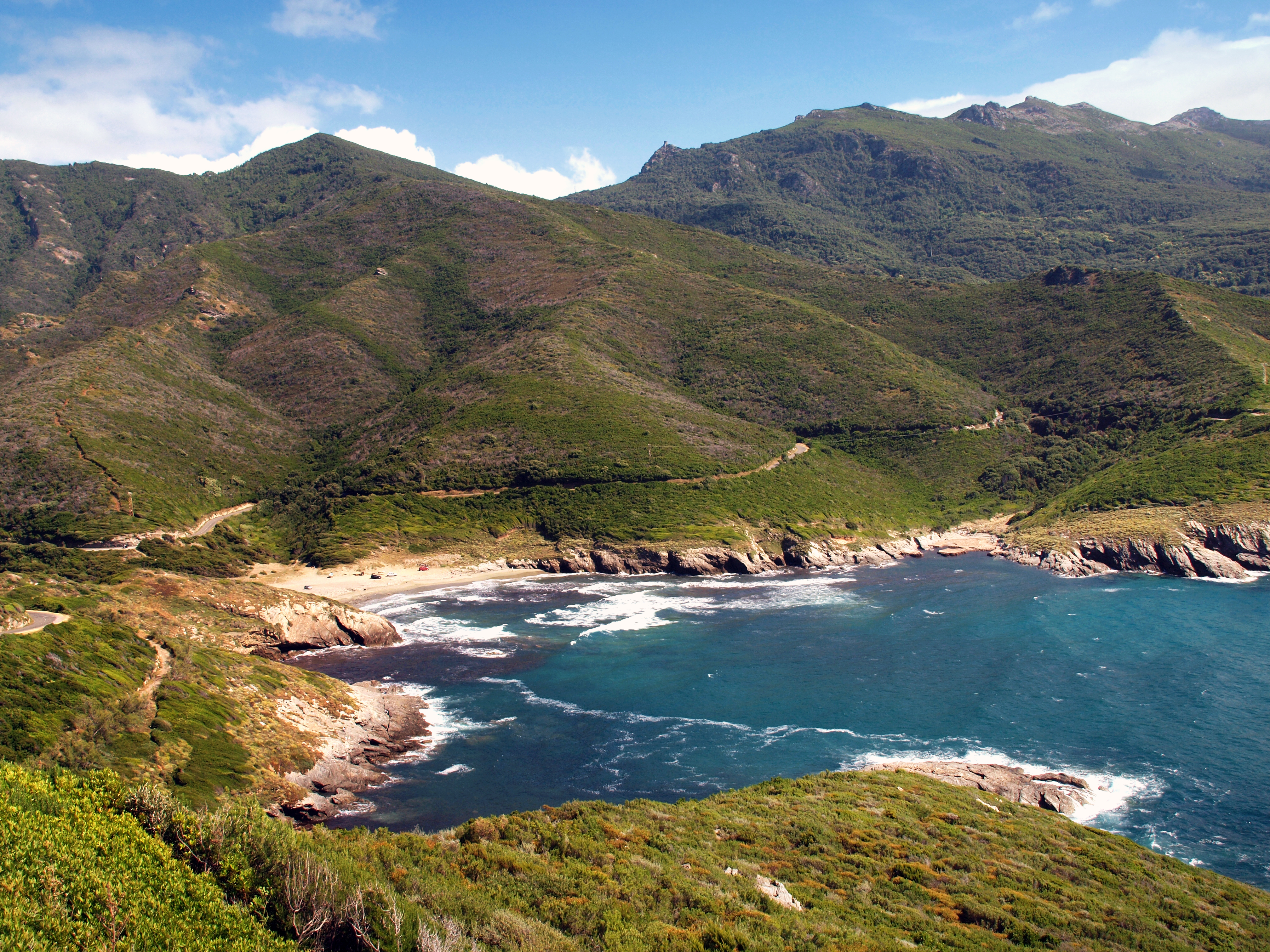
Golfe Alisu

Alisu, mot d'origine grecque, signifie « rassemblement ».
Au nord de la plage de galets schisteux qui se trouve au fond de l'anse, se réunissent les vallons de Gattaia, Piubesa, Mandrione, Bottifangu et Carpinetu, noms éponymes de ceux des ruisseaux qui y coulent. Ces vallons sauvages, désertiques, sont fermés à l'est par Punta di Fornellu (554 m), Punta di Guldifoni (552 m) et Punta di a Filetta Suprana (590 m).
Autour de la plage, la côte est déchiquetée. Il est possible de mouiller dans l'anse par 5 mètres de fond de sable.
La route corniche D80 longe la côte sur les hauteurs. Au nord du pont enjambant le fiume (sans nom) en amont de son embouchure, se situe la piste d'accès à la plage qui est interdite aux camping-cars.